# Eddie Irvine
Pour les articles homonymes, voir Eddie et Irvine.
Edmund Irvine, dit Eddie Irvine, né le 10 novembre 1965 à Bangor, est un pilote automobile nord-irlandais qui a couru sous licence britannique. Il a notamment disputé 146 Grands Prix de Formule 1 entre 1993 et 2002 et remporté quatre victoires pour un titre de vice-champion du monde en 1999.

## Biographie

### Avant la Formule 1
Influencé par ses parents qui évoluaient également dans le milieu des courses, Eddie Irvine commence sa carrière de pilote en 1983. Vainqueur du prestigieux Formula Ford Festival de Brands Hatch en 1987, il passe à la Formule 3 en 1988, avant de disputer le championnat international de Formule 3000 en 1989 et en 1990, pour le compte de l'écurie Jordan et termine notamment troisième du championnat en 1990.
Cependant, sans argent pour poursuivre sa carrière en Europe, il est obligé de partir au Japon disputer le championnat local de Formule 3000.

### 1993-1995: chez Jordan

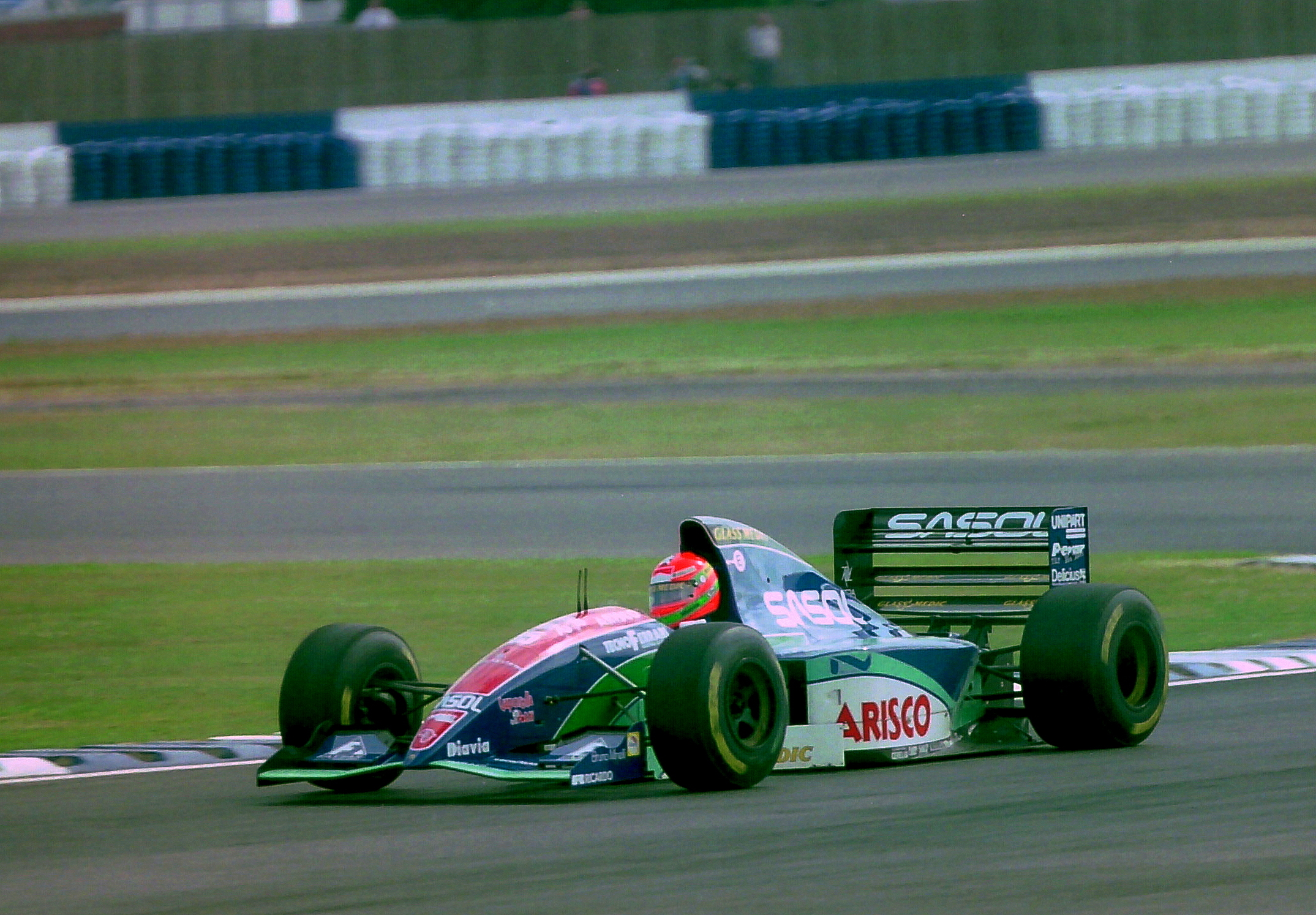
Irvine sur Jordan-Hart au Grand Prix de Grande-Bretagne en 1994.

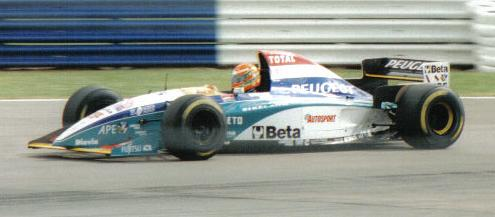
Irvine sur Jordan-Peugeot au Grand Prix de Grande-Bretagne en 1995.

À l'issue de la saison 1993, Eddie Jordan, qui a entre-temps monté une équipe de Formule 1, lui propose de disputer le Grand Prix automobile du Japon à Suzuka en remplacement d'Emanuele Naspetti, peu convaincant. Irvine, qui connaît le circuit japonais par cœur, ne laisse pas passer l'occasion de se faire remarquer. En qualifications, il obtient le huitième temps, deux échelons derrière Damon Hill et quatre devant son coéquipier Rubens Barrichello. Auteur d'un excellent envol, il est cinquième au deuxième virage et termine l'épreuve sixième après avoir livré sous la pluie une étonnante bagarre avec le leader Ayrton Senna qui essayait vainement de lui prendre un tour. Après la course, il rétorque à Senna, venu dans le stand Jordan pour lui demander des explications sur sa résistance en piste : « Je faisais ma course. Si tu étais suffisamment rapide pour me doubler, il n'y aurait pas eu de problème. » Le Brésilien lui donne alors un coup de poing qui le met à terre et est condamné avec sursis par la FIA. Ces débuts en fanfare permettent à Irvine d'être engagé à temps plein chez Jordan pour la saison suivante.
En 1994, Irvine se montre fidèle à sa réputation de pilote rapide mais parfois trop fougueux. À la suite d'un carambolage entre Jos Verstappen, Martin Brundle, Éric Bernard et lui-même en début de saison au Grand Prix du Brésil, il est suspendu pour le Grand Prix suivant ; son attitude désinvolte durant l'audience fait passer sa sanction à deux courses supplémentaires. Il termine le championnat en seizième position avec 6 points, son coéquipier Rubens Barrichello terminant sixième avec 19 points.
En 1995, malgré une belle troisième place lors du Grand Prix du Canada, Irvine termine le championnat en douzième position avec 10 points, son coéquipier Rubens Barrichello terminant onzième avec 11 points.

### 1996-1999: chez Ferrari

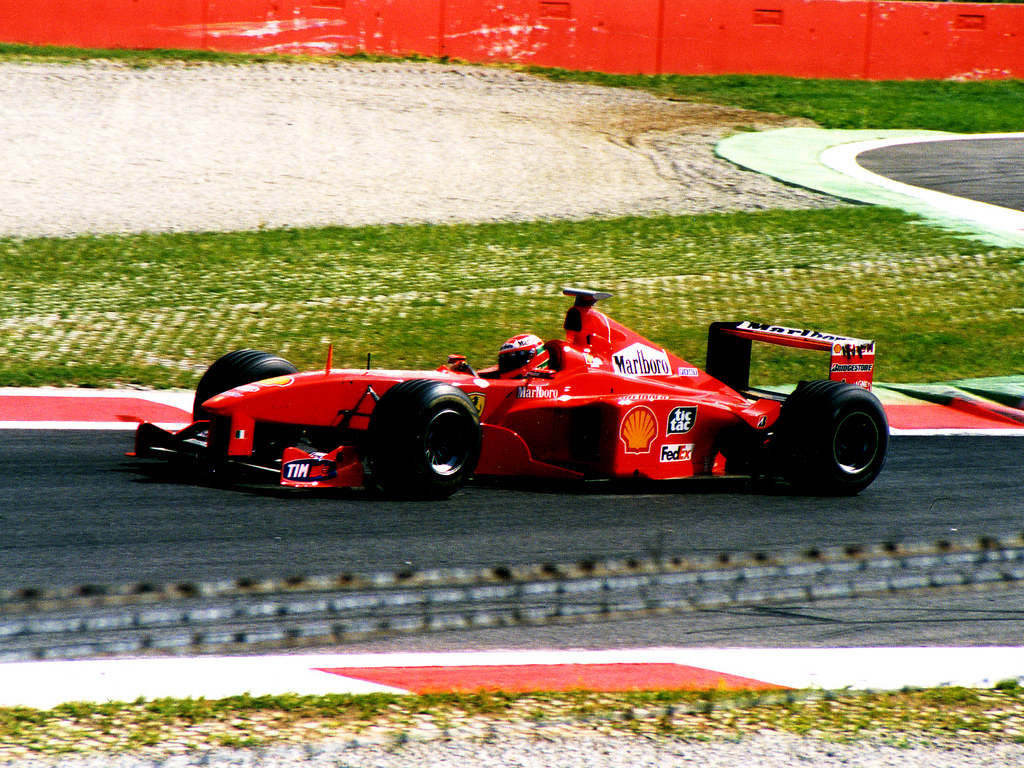
Eddie Irvine sur Ferrari au GP d'Italie 1999.

Valeur montante de la Formule 1, Irvine est engagé en 1996 par la Scuderia Ferrari pour faire équipe avec Michael Schumacher, une tâche dont il s'acquitte trois années, sans état d'âme. Mais, à partir de 1999, victorieux de son premier Grand Prix (à Melbourne, lors du premier Grand Prix de la saison), Irvine laisse percevoir une certaine lassitude dans le fait d'être confiné au rôle de second pilote. Le destin exauce ses vœux puisque la blessure de Schumacher à la mi-saison fait de lui le leader de la Scuderia et un prétendant inattendu pour le titre mondial. Malgré l'aide de ses équipiers Mika Salo puis Michael Schumacher (qui lui offrent chacun une victoire), il laisse échapper le titre au profit du Finlandais Mika Häkkinen.

### 2000-2002: chez Jaguar

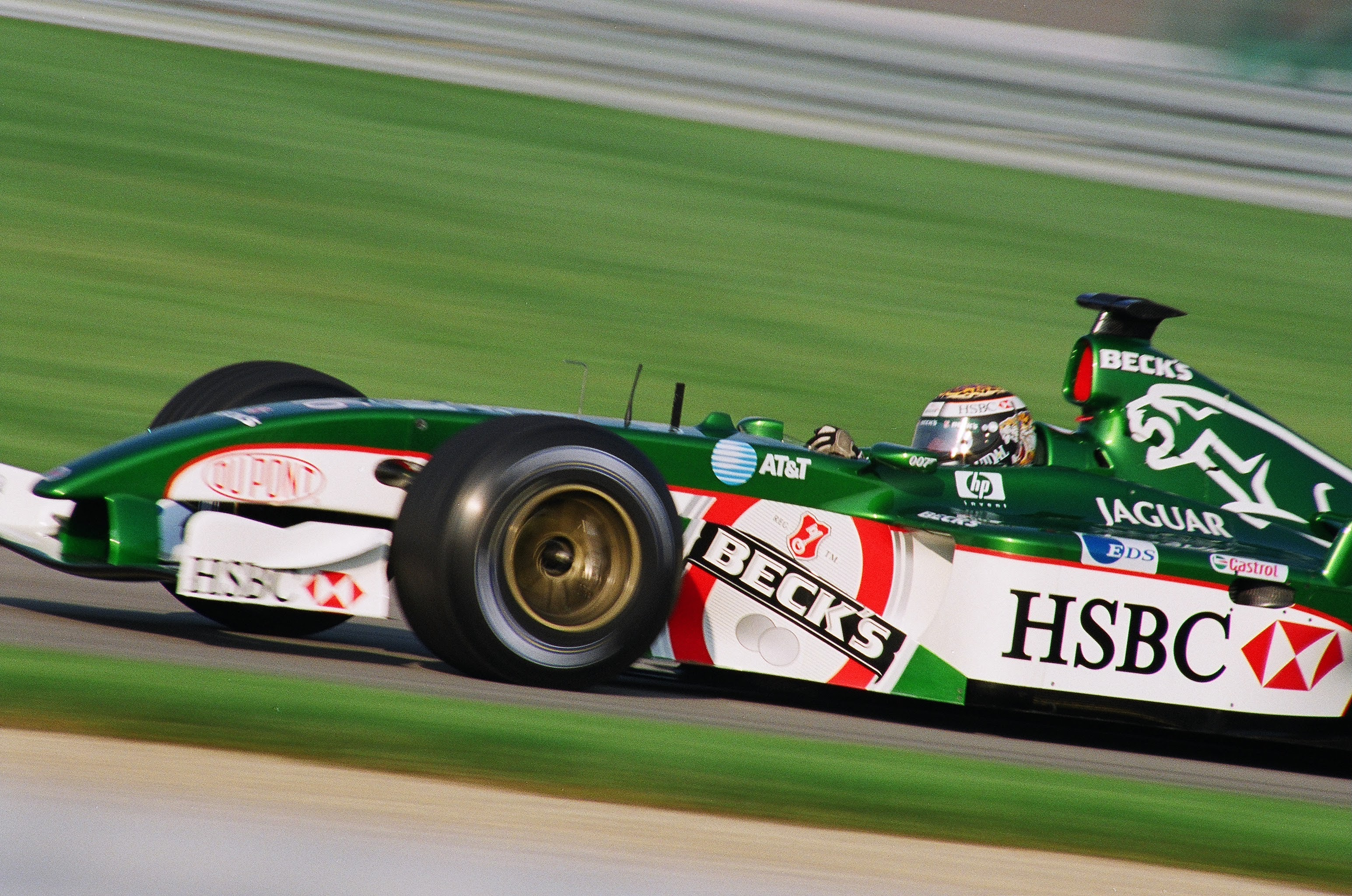
Eddie Irvine en 2002 sur une Jaguar.

À l'issue de la saison 1999, Irvine quitte Ferrari pour rejoindre la nouvelle écurie Jaguar Racing issue du rachat par Ford de l'ancienne équipe Stewart Grand Prix. Trois saisons durant, les Jaguar stagnent en deuxième partie du peloton. Irvine se rappelle néanmoins au bon souvenir de tous en réalisant quelques coups d'éclat, comme un podium à Monaco en 2001 et un autre à Monza en 2002.
Personnalité atypique du monde des Grands Prix, célèbre pour son franc-parler, ses multiples conquêtes féminines et pour ses frasques nocturnes (on le compare à James Hunt), Eddie Irvine raccroche son casque à l'issue de la saison 2002. Sans activité depuis, son nom est revenu un temps sur le devant la scène, en 2005, lorsque des rumeurs évoquaient son possible rachat d'une écurie de Formule 1 (Minardi puis Jordan Grand Prix/Midland F1 Racing) en association avec l'homme d'affaires russe Roustam Tariko.
En 2004, il interprète son propre rôle dans la comédie romantique Le prince et moi, de Martha Coolidge.
En 2006, il lance une émission de téléréalité sur Sky One et fait un peu de radio. Il est condamné à six mois de prison par la justice italienne après une bagarre, en décembre 2008, avec Gabriele Moratti, le fils de Letizia Moratti, ancienne ministre de l'éducation et de l'instruction en Italie et ancienne maire de Milan dans une boîte de nuit de Milan. Irvine, qui n'a pas assisté à l'audience contrairement à Moratti (condamné à la même peine), n'a pas purgé sa peine conformément à la loi italienne car la condamnation était inférieure à deux ans.
Eddie Irvine s'est également enrichi en bourse et dans l'immobilier.

## Carrière
- 1987 : Formule Ford
- 1988 : Formule 3

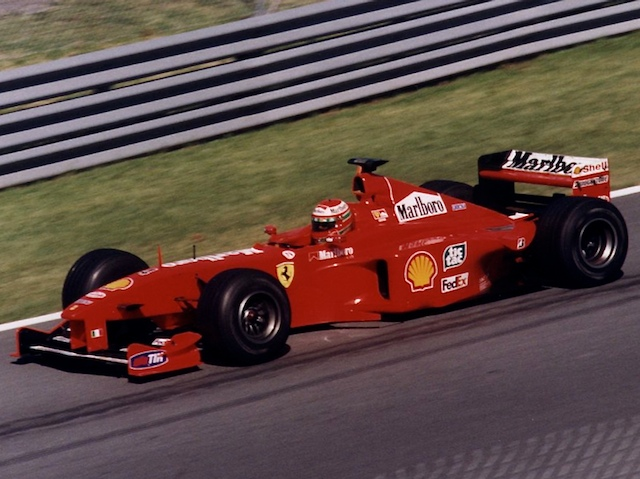
Eddie Irvine réalise sa meilleure saison de Formule 1 en 1999, où il décroche quatre victoires et termine vice-champion.

- 1989 : Formule 3000 internationale avec Pacific
- 1990 : Formule 3000 internationale avec Jordan
- 1991 : Formule 3000 japonaise
- 1992 : Formule 3000 japonaise
- 1993 : Formule 3000 japonaise puis Formule 1 avec Jordan-Hart (2 GP)
- 1994 : Formule 1 avec Jordan-Hart
- 1995 : Formule 1 avec Jordan-Peugeot
- 1996 : Formule 1 avec Ferrari
- 1997 : Formule 1 avec Ferrari
- 1998 : Formule 1 avec Ferrari
- 1999 : Formule 1 avec Ferrari (4 victoires)
- 2000 : Formule 1 avec Jaguar-Cosworth
- 2001 : Formule 1 avec Jaguar-Cosworth
- 2002 : Formule 1 avec Jaguar-Cosworth

## Résultats en championnat du monde de Formule 1
| Saison | Écurie                    | Châssis | Moteur            | Pneus       | GP disputés | Points inscrits | Victoires | Classement |
| ------ | ------------------------- | ------- | ----------------- | ----------- | ----------- | --------------- | --------- | ---------- |
| 1993   | Sasol Jordan              | 193     | Hart V10          | Goodyear    | 2           | 1               | 0         | 20e        |
| 1994   | Sasol Jordan              | 194     | Hart V10          | Goodyear    | 12          | 6               | 0         | 16e        |
| 1995   | Total Jordan Peugeot      | 195     | Peugeot V10       | Goodyear    | 17          | 10              | 0         | 12e        |
| 1996   | Scuderia Ferrari          | F310    | Ferrari V10       | Goodyear    | 16          | 11              | 0         | 10e        |
| 1997   | Scuderia Ferrari Marlboro | F310B   | Ferrari V10       | Goodyear    | 17          | 24              | 0         | 7e         |
| 1998   | Scuderia Ferrari Marlboro | F300    | Ferrari V10       | Goodyear    | 16          | 47              | 0         | 4e         |
| 1999   | Scuderia Ferrari Marlboro | F399    | Ferrari V10       | Bridgestone | 16          | 74              | 4         | 2e         |
| 2000   | Jaguar Racing             | R1      | Ford Cosworth V10 | Bridgestone | 16          | 4               | 0         | 13e        |
| 2001   | Jaguar Racing             | R2      | Ford Cosworth V10 | Michelin    | 17          | 6               | 0         | 12e        |
| 2002   | Jaguar Racing             | R3      | Ford Cosworth V10 | Michelin    | 17          | 8               | 0         | 9e         |

## Victoires en championnat du monde de Formule 1
| # | Année | Manche | Date            | Grand Prix | Circuit    | Position de départ | Écurie  | Voiture |
| - | ----- | ------ | --------------- | ---------- | ---------- | ------------------ | ------- | ------- |
| 1 | 1999  | 1/16   | 7 mars 1999     | Australie  | Melbourne  | 6e                 | Ferrari | F399    |
| 2 | 1999  | 9/16   | 25 juillet 1999 | Autriche   | A1-Ring    | 3e                 | Ferrari | F399    |
| 3 | 1999  | 10/16  | 1er août 1999   | Allemagne  | Hockenheim | 5e                 | Ferrari | F399    |
| 4 | 1999  | 15/16  | 17 octobre 1999 | Malaisie   | Sepang     | 2e                 | Ferrari | F399    |

## Résultats aux 24 Heures du Mans
| Année | Voiture      | Équipe            | Équipiers                       | Résultat |
| ----- | ------------ | ----------------- | ------------------------------- | -------- |
| 1992  | Toyota 92C-V | Toyota Team TOM'S | Eje Elgh / Roland Ratzenberger  | 9e       |
| 1993  | Toyota TS010 | Toyota Team TOM'S | Masanori Sekiya / Toshio Suzuki | 4e       |
| 1994  | Toyota 94C-V | SARD Company      | Jeff Krosnoff / Mauro Martini   | 2e       |